# 6156 Dall
A 6156 Dall (ideiglenes jelöléssel 1991 AF1) a Naprendszer kisbolygóövében található aszteroida. Brian G. W. Manning fedezte fel 1991. január 12-én.